# Paul Bichelhuber
 Paul Bichelhuber (* 22. Februar 1987) ist ein österreichischer Fußballspieler, derzeit beim Erste Liga-Verein FC Trenkwalder Admira tätig.
Der rechte offensive Mittelfeldspieler begann seine Profikarriere bei den Amateuren des FK Austria Wien in der zweitklassigen österreichischen Ersten Liga. In der Saison 2007/08 spielte er erstmals am 7. Spieltag gegen die Red Bull Juniors Salzburg.
Ab Sommer 2009 ist Bichelhuber bei LASK Linz in der Bundesliga unter Vertrag. Sein Bundesligadebüt gab der Mittelfeldspieler am 1. August 2009 gegen den FC Red Bull Salzburg, als er 75. Minute für Florian Metz eingewechselt wurde, in der 90. Minute erhielt er wegen eines Fouls die gelbe Karte. Am 12. Mai 2010 gab der LASK Linz bekannt, den Vertrag des Mittelfeldakteurs für die kommende Saison nicht mehr zu verlängern. Daraufhin wechselte Bichelhuber für die Saison 2010/11 zum Erste Liga-Klub FC Trenkwalder Admira. Im Sommer 2011 folgte erneut ein Wechsel und er wechselte zum Floridsdorfer AC.

## Erfolge
- 1× Meister Erste Liga: 2011
- 1× Wiener Landesmeister: 2006